# ジョン・アタナソフ
ジョン・ヴィンセント・アタナソフ（John Vincent Atanasoff、Джон Винсент Атанасов、1903年10月4日 - 1995年6月15日）は、ブルガリア人の家系に生まれたアメリカ人物理学者。
ブルガリア人移民の息子として電気工学者となり、大学教授、戦時中の政府の研究所長、企業の研究開発担当重役などを歴任した。アタナソフ&ベリー・コンピュータの発明者・開発者であり、同機は後に1973年の、スペリーランドが持つENIAC由来の特許にまつわるハネウェルとの訴訟で、ENIACよりも先行していた点がいくつか認定されたという点が喧伝され有名になった。

## 学生時代まで
父イワン・アタナソフは1876年、オスマン帝国統治下のブルガリアで生まれた。父が生まれて間もなく、父の父つまりアタナソフの祖父が4月蜂起（1876年）の後でトルコ兵に殺されている。1889年、父は叔父に連れられてアメリカ合衆国に移住した。
そして電気技師となった父と、数学の教師ジョン・アタナソフの子として、ニューヨーク州ハミルトン(en)で、アタナソフが生まれた。
フロリダ州 ブリュースター（Brewster） で育つ。9歳のとき計算尺の使い方を覚え、すぐに対数も勉強し、2年で高校を卒業。1925年にフロリダ大学を優秀な成績で卒業し、電気工学の学士号を得た。
その後、アイオワ州立大学に進学し、1926年に数学の修士号を取得した。1930年、ウィスコンシン大学マディソン校で理論物理学の博士号を取得した。学位論文のテーマは The Dielectric Constant of Helium（ヘリウムの誘電率）。卒業後はアイオワ州立大学で数学と物理学の助教授の職を得た。

## コンピュータ開発

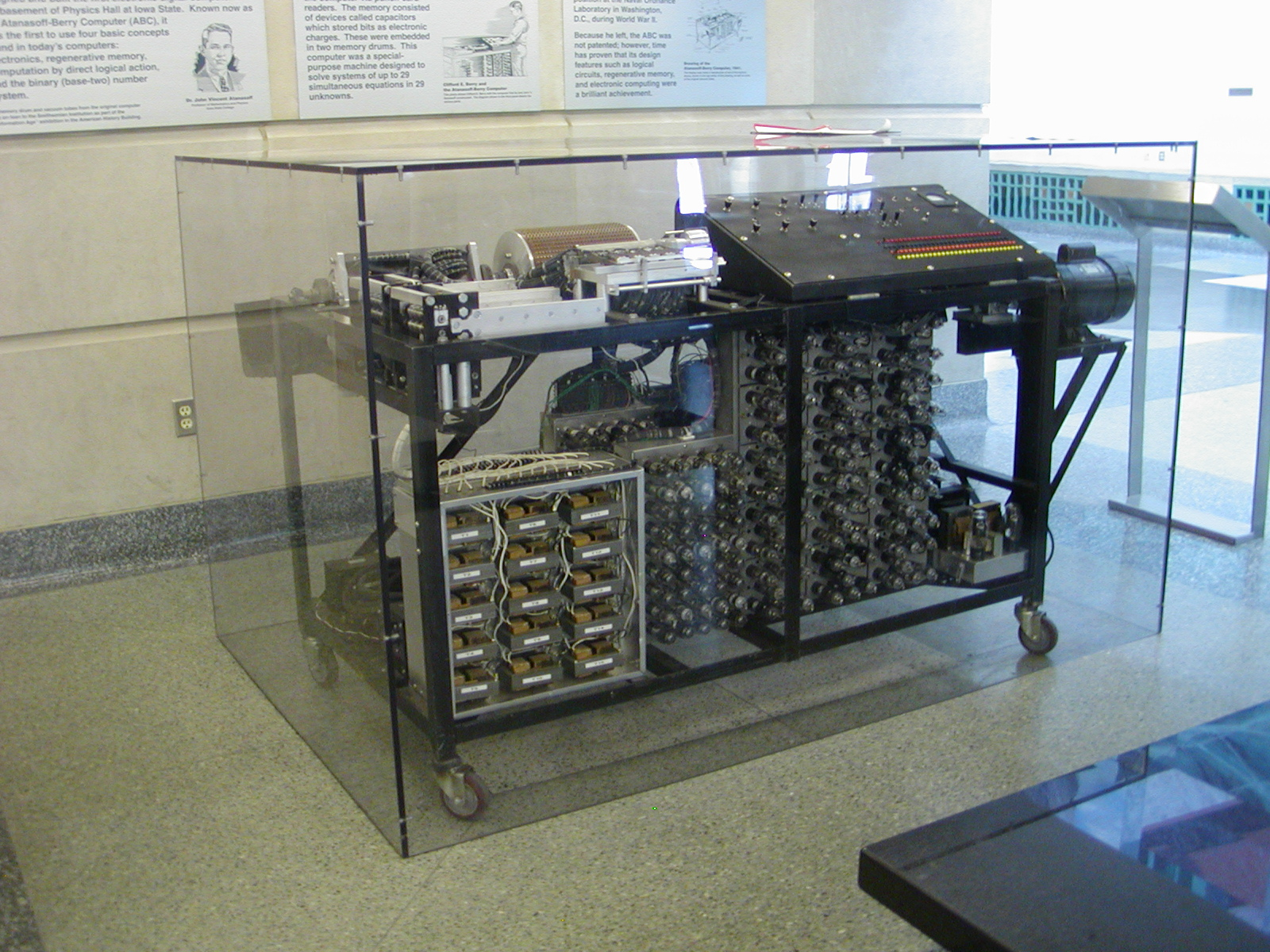
1997年に復元されたアタナソフ・ベリー・コンピュータ（アイオワ州立大学）

学位論文執筆当時、利用可能な道具だった機械式計算機（モンロー計算機）の扱いにくさに辟易させられたアタナソフは、複雑な方程式をより高速で解く方法を模索していた。アイオワ州立大学では、科学計算へのモンロー計算機とIBMのタビュレータの応用を研究。1936年、表面幾何の解析のためのアナログコンピュータを開発した。アナログ式では機械的な精度が計算の数値的な精度として直接影響するため、デジタル式の解決策を考えるようになる。
アタナソフ&ベリー・コンピュータ(ABC) は1937年から1938年にかけての冬に着想を得たものである。1939年9月、650ドルの資金を得て、指導していた院生クリフォード・ベリーの協力の下、ABCの試作品が同年11月に完成した。
ABC に盛り込まれた主なアイデアは、二進記数法とブール論理によって29次線形連立方程式を解くというものであった。ABC にはCPUはないが、真空管などの電子部品を使って高速化するよう設計されていた。また、コンデンサによるメモリを備えていて、原理的には今日のDRAMメモリと同じである。

## 特許紛争

### モークリーとの出会い
1940年12月、フィラデルフィアで開かれたアメリカ科学振興協会でジョン・モークリーと出会う。モークリーはそのとき、自身が開発した Harmonic Analyzer の実演を行った。これは気象データを解析するアナログコンピュータである。アタナソフはモークリーに ABC のことを教え、見にくるよう招待した。また、フィラデルフィアへの旅行の際、アタナソフとベリーはワシントンの特許事務所を訪れ、彼らの研究が目新しいものかどうかの調査を依頼した。1941年1月5日、Des Moines Register 紙は ABC を「300 個以上の真空管を使って複雑な方程式を解く電気式計算機械」として紹介した。
1941年6月、モークリーはアタナソフのもとを訪れ、ABC を見学した。4日間の滞在中、アタナソフの家に寝泊りし、ABC について話し合い、動かしてみて、アタナソフの書いた設計書類をつぶさに見た。このときまでモークリーはデジタルコンピュータを提案したことはない。1942年9月、アタナソフはアイオワ州立大学を離れ、ワシントンD.C.にある海軍の研究所（Naval Ordnance Laboratory）の音響部門の主任として働くことになった。彼は ABC の特許出願をアイオワ州立大学の事務官に任せたが、これは実行されなかった。
1943年、モークリーは何度かワシントンD.C.のアタナソフの元を訪れて、アタナソフの計算理論について話し合った。しかしモークリーは、コンピュータ開発プロジェクトに関わっていることを、1944年の初めまで明かさなかった。
1945年、アメリカ海軍もジョン・フォン・ノイマンの助言により独自に大規模コンピュータを製作することを決定した。アタナソフはそのプロジェクトの責任者とされ、スタッフ選考のためにENIACでの作業詳細を教えて欲しいとモークリーに頼んだ。しかし、アタナソフは同時に原子爆弾実験のモニタリング用音響システムの設計の責任者でもあり、後者の優先度が高かったため、1946年6月のビキニ環礁での実験から彼が戻ったころ、再度ノイマンの助言があり、海軍のコンピュータ計画は進展がないとして中止された。

### ENIAC特許
1940年代中旬、モークリーとエッカートらにより、ENIACが建造され、1946年に発表された。また同プロジェクトは同機に関するいくつかの特許を1946年に申請し、特許を取得している。この特許権は1951年にレミントンランド社（後のスペリーランド）に売却された。同社はロイヤリティ支払いを同業他社に請求するための子会社を作るなど、この特許を利用して積極的にコンピュータ業界から利益を上げていた。
1954年6月、IBMの弁理士 A.J. Etienne は、エッカート＝モークリー特許の回転磁気ドラムメモリについての部分は、アタナソフの支援があれば勝てるかもしれないと考えた。つまりABCでクリフォード・ベリーが、アタナソフの磁気ドラム案からキャパシタドラムに変更した事実が先例になるかもしれないと考えたのである。アタナソフは支援することを承知したが、結局IBMはスペリーランドと包括的な特許共有契約を結ぶことで合意したため、裁判は行われなかった。
1967年5月26日、ハネウェル社はスペリーランド社を訴え、ENIAC特許の無効性を主張した。この当時としては長くかかり高くついた裁判は1971年6月1日に始まり、77人の証人、80の宣誓証言書、30,000 の証拠品をかけた。ここで証拠のひとつとして、アタナソフのマシンが先例として取り上げられた。1973年10月19日、ABCに、ENIACより先行するアイディアいくつかあったとして、スペリーランドによる寡占の無効が決定された。

## 戦後
第二次世界大戦後もアタナソフは政府機関に残り、爆発物を遠隔から検出するための特殊な地震計と気圧計を開発した。1952年、Ordnance Engineering 社を設立。1956年、同社をエアロジェット社に売却して、大西洋地区担当重役となった。ABC は単なる思い出となり、アイデアが借用されたことを1954年まで知らなかった。
1960年、妻と共にメリーランド州ニューマーケットの丘の上の農場を、終生の棲家として移住した。1961年、新たな会社である Cybernetics Incorporated をフレデリック (メリーランド州)に設立。同社をその後20年間経営した。その間、急速に成長するコンピュータ企業同士の法廷闘争に徐々に引きずり込まれていった。特許問題が解決すると、アイオワ州立大学はアタナソフを讃えるようになり、その後もいくつかの賞を受賞した。1995年、自宅で病気療養中に死去。

## 栄誉

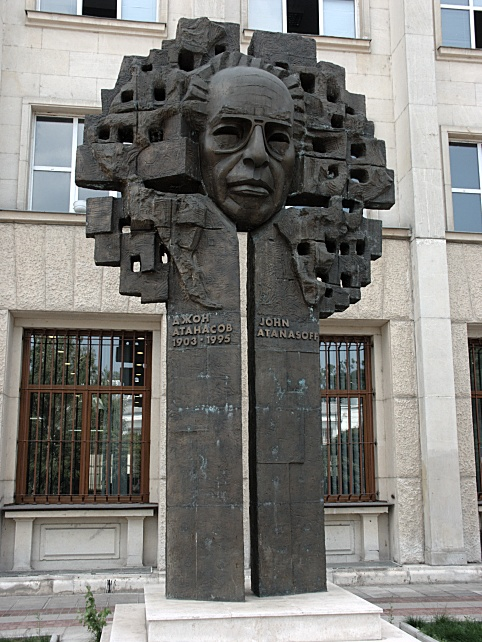
ブルガリアのソフィアにあるアタナソフの記念碑

父イワンは1889年、13歳のときにブルガリアから移住した。1970年、アタナソフはブルガリアの科学アカデミーから招待され、ブルガリア人民共和国政府から勲章を授与された。特許裁判が終結する前であり、ブルガリアが彼の業績を認めた初めての国であることに感謝し、ブルガリアの家系であることをいつも強調するようになった。
1990年、ジョージ・H・W・ブッシュ大統領はアタナソフにアメリカ国家技術賞を授与した。彼は他にも以下のような様々な賞を受賞している:
- アメリカ海軍 Distinguished Service Award （1945年）
- 表彰: アメリカ地震学会（1947年）
- 表彰: 海軍兵器局提督（1947年）
- コスモスクラブ会員（1947年）
- Order of Cyril and Methodius （1970年）
- 名誉学位: フロリダ大学（1974年）
- 名誉会員: Society for Computer Medicine （1974年）
- アイオワ州の発明家の殿堂入り（1978年）
- Computer Pioneer Medal: IEEE（1981年）
- アイオワ州政府の科学賞（1985年）
- ブルガリアからの叙勲（1985年）[4]
- Computing Appreciation Award, EDUCOM （1985年）
- Holley Medal, アメリカ機械工学会（1985年）
- Coors American Ingenuity Award （1986年）
- 名誉学位: ウィスコンシン大学（1987年）

### アタナソフに因んで名付けられたもの
- 南極海のサウス・シェトランド諸島にあるリビングストン島には Atanasoff Nunatak と呼ばれる峰がある[6]。
- アイオワ州立大学にはアタナソフ・ホールと名づけられた計算機科学部門の建物がある。
- アイオワ州立大学はまた、MITの Project Athena の実装プロジェクトを Project Vincent と名づけた。
- 小惑星 (3546) Atanasoff（ロジェン天文台で発見）[7][8][9]
- 2003年、ゲオルギ・パルヴァノフが John Atanasoff Award を創設。ブルガリアの情報技術およびコンピュータ分野で顕著な業績を見せた若いブルガリア人を毎年選出してブルガリアの大統領が表彰するもの[10]。
- ジョン・アタナソフ工科大学（ブルガリア、プロヴディフ。ソフィア工科大学の分校）[11] - 他にもブルガリアにはジョン・アタナソフの名を冠した学校が多数存在する。